# Крчишта
Крчишта (грч. Πολυάνεμο, до 1926. грч. Κόρτσιστα) је насељено место у општини Нестрам у периферији Западна Македонија, Грчка. Према попису из 2021. године било је 11 становника.
Према бугарском географу и историчару, Василу Канчову, у Крчишту је 1900. године живело 385 Словена хришћана и 30 Турака и нешто Албанаца хришћана. За време грађанског рата село је доста страдало, локално становништво је избегло у Југославију и делимично у источноевропске земље. Због тога су Крчишта на попису из 1951. били без становника. Касније су грчке власти у Крчишту населиле грчке избегличке породице из суседних села Шак и Ревани.